# Shana Grebo
Pour les articles homonymes, voir Grebo.
Shana Grebo, née le 9 novembre 2000 à Rennes, est une athlète française.

## Carrière
Shana Grebo remporte la finale du 400 mètres haies aux Championnats de France d'athlétisme 2021 à Angers avec un temps de 56 s 84.
Elle est médaillée d'argent du relais 4 x 400 mètres aux Championnats d'Europe espoirs d'athlétisme 2021 à Tallinn.
Elle s’entraîne depuis septembre 2021, et en parallèle de ses études, avec l'Université de l'Oregon à Eugene, aux États-Unis.

## Palmarès
| Date | Compétition                    | Lieu    | Résultat | Épreuve     | Temps         |
| ---- | ------------------------------ | ------- | -------- | ----------- | ------------- |
| 2017 | Championnats du monde jeunesse | Nairobi | 5e       | 400 m haies | 1 min 00 s 75 |
| 2019 | Championnats d'Europe juniors  | Borås   | 4e       | 400 m haies | 57 s 57       |
| 2021 | Championnats d'Europe espoirs  | Tallinn | 2e       | 4 x 400 m   | 3 min 30 s 33 |
| 2021 | Championnats d'Europe espoirs  | Tallinn | 7e       | 400 m haies | 56 s 91       |
| 2022 | Championnats du monde          | Eugene  | 5e       | 4 x 400m    | 3 min 25 s 81 |
| 2022 | Championnats d'Europe          | Munich  | 6e       | 200 m       | 23 s 06       |
| 2024 | Jeux olympiques                | Paris   | 5e       | 4 × 400 m   | 3 min 21 s 41 |

## Records
| Épreuve      | Temps         | Lieu         | Date            |
| En plein air | En plein air  | En plein air | En plein air    |
| ------------ | ------------- | ------------ | --------------- |
| 200 m        | 22 s 98       | Caen         | 26 juin 2022    |
| 400 m        | 51 s 71       | Troyes       | 04 juin 2022    |
| 400 m haies  | 53 s 78       | Angers       | 30 juin 2024    |
| 4 x 400 m    | 3 min 25 s 81 | Eugene       | 24 juillet 2022 |
| En salle     |               |              |                 |
| 400 m        | 53 s 29       | Miramas      | 20 février 2021 |
| 4 x 400 m    | 3 min 33 s 84 | Chicago      | 12 février 2022 |

## Études
Shana Grebo étudie au Lycée Saint-Martin à Rennes de 2015 à 2018. Dans le cadre des "Midis de l'Orientation", organisé par le lycée, elle y a présenté son parcours devant les élèves de son ancien lycée le vendredi 20 septembre 2024.